# Cœur brûlé
Cœur brûlé est une série de bande dessinée faisant partie du cycle des Sept Vies de l’Épervier. Elle est complète en sept tomes.
Il s'agit d'une suite à la série Masquerouge et Les Sept Vies de l'Épervier du même scénariste.
Par extension, on nomme cycle des Sept Vies de l'Épervier l'ensemble des huit séries dérivées de cet univers.

## Synopsis
L'action se situe juste après le 7e tome de la série Les Sept Vies de l'Épervier.
La série raconte les péripéties de Germain Grandpin, parti aux Amériques pourchasser le chevalier Condor (Gabriel de Troïl), qui a tué sans le savoir sa propre fille Ariane en duel alors qu'elle portait le masque de Masquerouge. Pour venger celle qu'il aimait, Germain le traque dans les contrées de la Nouvelle-France.

## Albums
1. Le Chemin qui marche (1991)  (ISBN 2-7234-1311-X)
2. La Petite Guerre (1992)  (ISBN 2-7234-1424-8)
3. La Robe noire (1995)  (ISBN 2-7234-1915-0)
4. Saignements (1996)  (ISBN 2-7234-2160-0)
5. Le Grand Blanc (1998)  (ISBN 2-7234-2402-2)
6. Les Caprices de Gaston (1999)  (ISBN 2-7234-2722-6)
7. Le Comte de Saint-Germain (2000)  (ISBN 2-7234-2929-6)

## Personnages
- Le chevalier Condor, de son vrai nom Gabriel de Troïl, ex-Premier Masquerouge.
- Germain Grandpin, Comte de Saint-Germain.
- Étienne Brûlé, aventurier français coureur des bois (+/-1592 - 1633).

## Publication

### Éditeur
- Glénat : tomes 1 à 7 (première édition des tomes 1 à 7)